# Бистришко Браниште
Бистришко Браниште (буг. Бистришко бранище) је резерват природе на планини Витоша у Бугарској, који обухвата источне падине врхова Гољам Резена (2277м), Малак Резена (2191м) и Скопарника (2226м), северну падину врха Гољам Купена (1930м), и горње токове река Витошке Бистрице и Јанчевске реке. Површина парка је 1061.6 хектара, а надморска висина се креће од 1430 до 2277 метара.
Резерват је основан 1934. године, заједно са парком природе Витоша чији је део. Почетком 1977. године Бистришко Браниште је проглашено резерватом биосфере под Унеско-вим програмом  Човек и биосфера.
Преко 50% територије је прекривено шумом (најдоминантнија је смрча), просечне старости 100 до 120 година. У субалпској зони постоји неколико камених река, које делимично продиру у шуму. Неке од највећих животиња које се могу срести у резервату су: јелени, дивља свиња, вук и медвед.
Бистришко Браниште привлачи бројне туристе из суседног Алеко центра који се налази на северозападној граници резервата. Посетиоцима се не дозвољава да одступе од неколико означених стаза које повезују Алеко, село Бистрицу (три стазе за трчање дуж реке Бистрице, Јанчевске реке и преко места Погледец), Черни врх, и село Железницу.